# Doopsgezinde kerk (Sneek)
De doopsgezinde kerk is een neoclassicistische zaalkerk in de binnenstad van de stad Sneek.

## Beschrijving
De kerk is gebouwd in 1842 naar ontwerp van P.J. Rollema. Het gebouw is aangewezen als rijksmonument. De kerk aan de Singel is niet direct aan de openbare weg gelegen maar staat enigszins verscholen. Dit was tot in de 19e eeuw gebruikelijk voor kerkgebouwen van geloofsgemeenschappen die, zoals de doopsgezinden, niet tot de gereformeerde kerk behoorden. Aan de voorzijde bevindt zich een imposante voorgevel met rondboogvensters, Dorische pilasters, een fries en een driehoekig gevelveld. In de zijgevels bevinden zich ramen in spitsboogvorm. In 1972 woedde een grote brand in de kerk, de schade is volledig gerestaureerd.
De binnenzijde van de kerk kent een zogenaamde halfronde sluiting met aan de zijdes Korinthische pilasters. Deze pilasters dragen een kroonlijst die leidt tot een gewelfd plafond. De kansel heeft een neogotische vorm. Het orgel uit 1786, gemaakt door Albertus van Gruisen is in 1847 uitgebreid door J.C. Schreuer en geplaatst in de kerk. Hierbij zijn wel delen van het oude orgel, als het pijpwerk en de windlade, gebruikt.

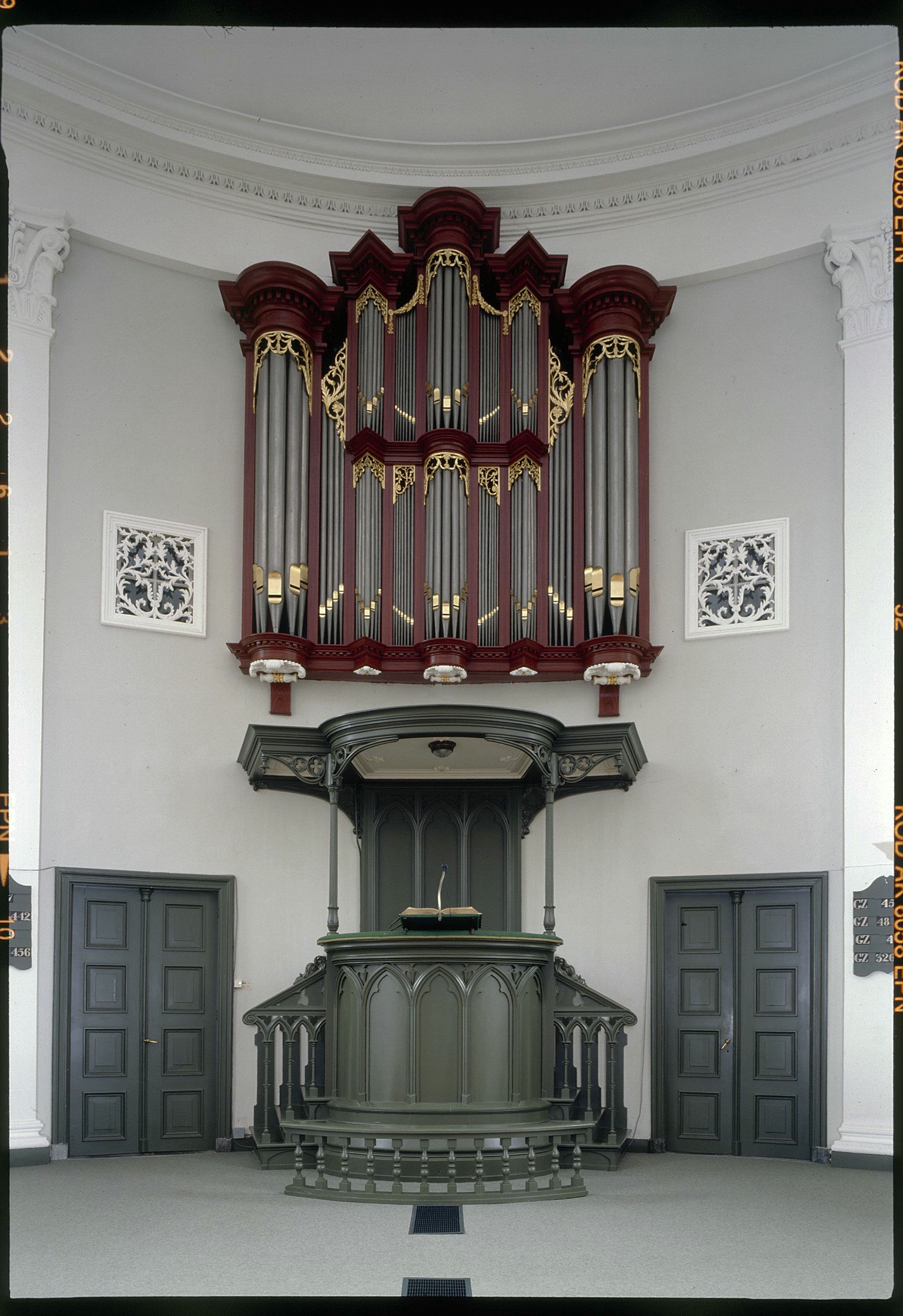
Interieur met orgel (2000)
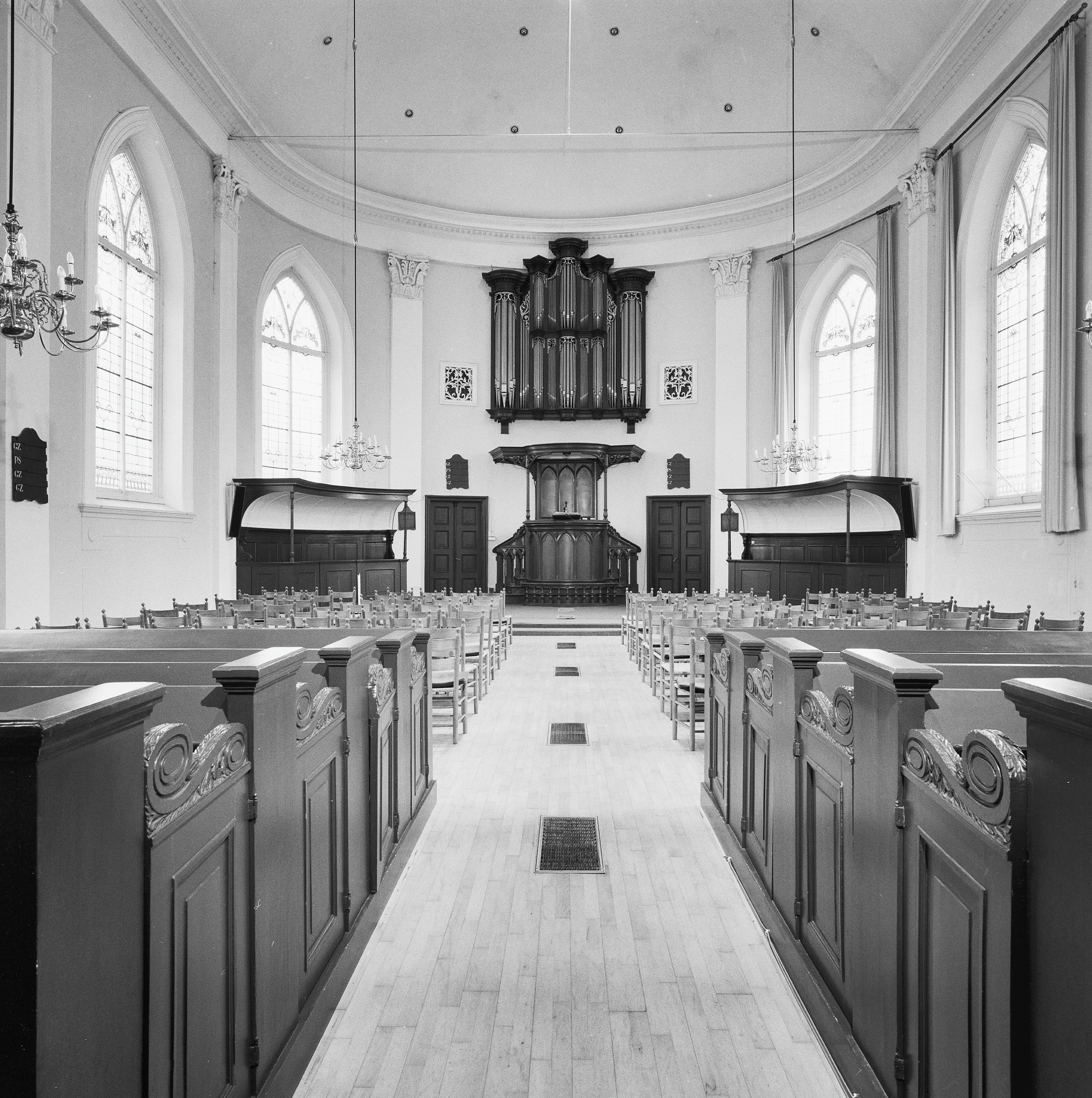
Interieur (1994)
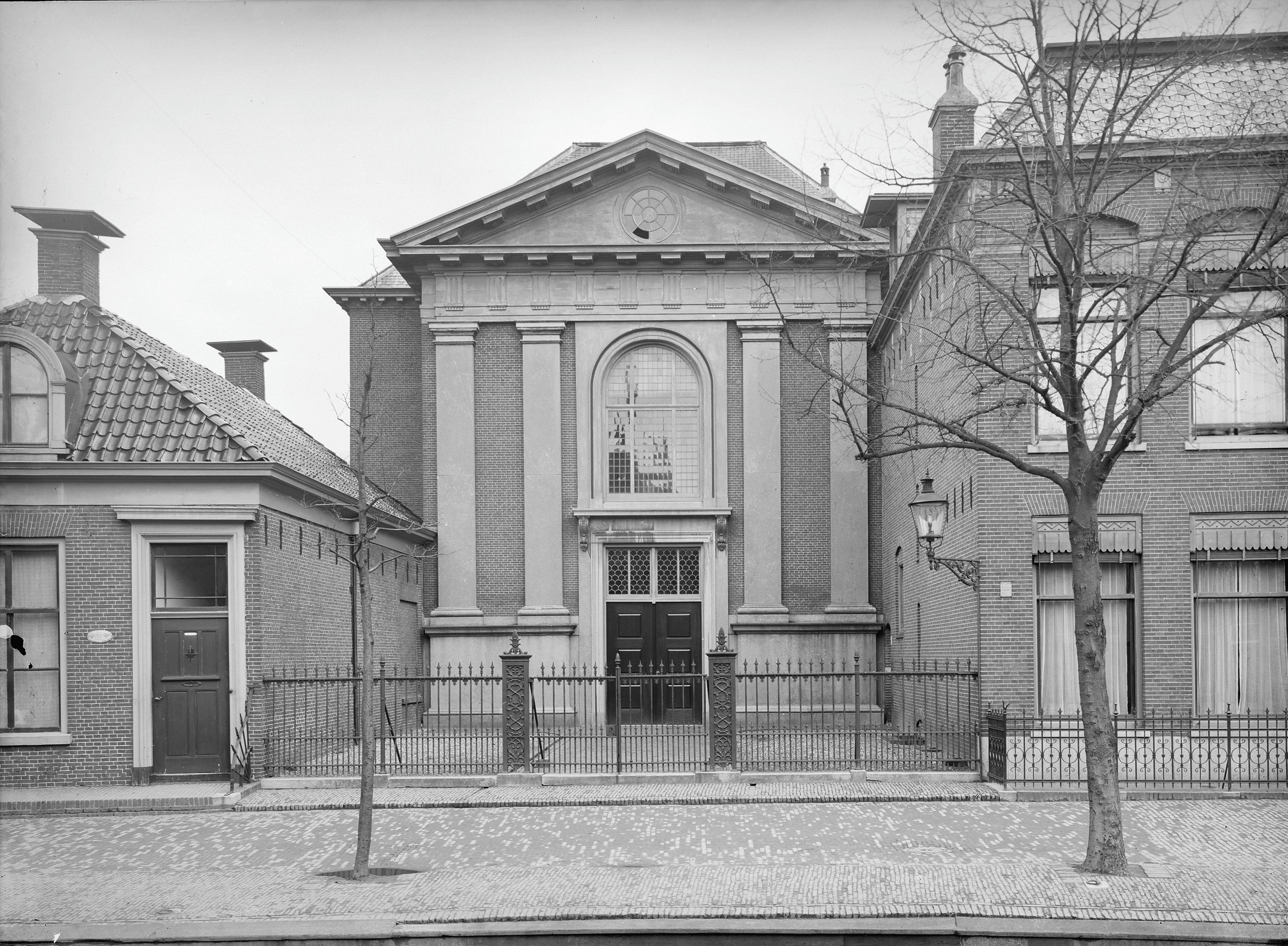
Westgevel met pastorie (1994)
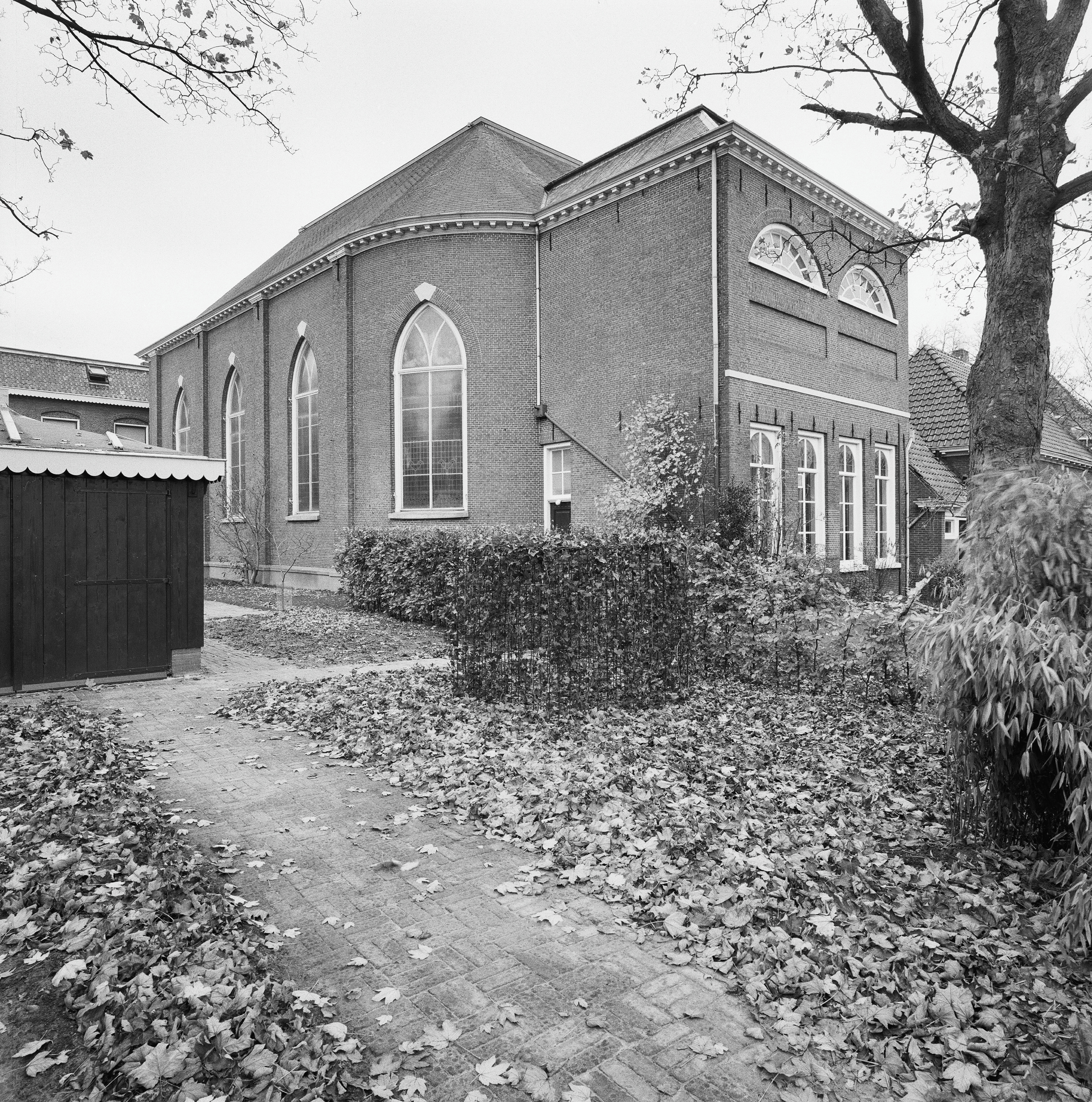
Achterzijde (zuid)